# Supervuoto Locale Meridionale
Il Supervuoto Locale Meridionale è un'enorme, quasi vuota, regione dello spazio, priva di galassie.
Si trova accanto al Superammasso della Vergine, che contiene tra gli altri oggetti anche la nostra galassia, la Via Lattea.
Il suo centro è situato a una distanza di 96 megaparsec (circa 313 milioni di anni luce) dalla Terra ed ha un diametro di 112 megaparsec. Il volume del Supervuoto Locale Meridionale corrisponde, piuttosto approssimativamente, a 600 miliardi di volte quello della Via Lattea.